# Distrito electoral federal 5 de Michoacán
El Distrito electoral federal 5 de Michoacán es uno de los 300 distritos electorales en los que se encuentra dividido el territorio de México para la elección de diputados federales y uno de los 11 en los que se divide el estado de Michoacán de Ocampo. Su cabecera es la ciudad de Zamora de Hidalgo.
El distrito 5 de Michoacán se ubica en el nornoroeste del estado. Desde el proceso de distritación de 2022 lo conforman los siguientes doce municipios: Churintzio, Ecuandureo, Ixtlán, Numarán, Penjamillo, La Piedad, Purépero, Tanhuato, Tlazazalca, Yurécuaro, Zamora y Zináparo.

## Distritaciones anteriores

### Distritación 1996-2005
Entre 1996 y 2005 el distrito 5 se localizaba en la misma zona de Michoacán y su cabecera era la misma ciudad de Zamora, pero su integración municipal era diferente, solo coincidiendo con la disposición actual los municipios de Ixtlán y Zamora, integrándolo además los municipios de Chavinda, Chilchota, Jacona, Tangamandapio y Tangancícuaro.

### Distritación 2005-2017
Entre 2005 y 2017 el distrito 5 se integraba por los municipios de Ecuandureo, Ixtlán, La Piedad, Tanhuato, Vista Hermosa, Yurécuaro y Zamora.

### Distritación 2017-2022
Entre 2017 y 2022 el distrito 5 estaba formado por los municipios de Churintzio, Ecuandureo, Ixtlán, Numarán, La Piedad, Tanhuato, Yurécuaro, Zamora y Zináparo.

## Diputados por el distrito
| Diputado                       | Grupo parlamentario                  | Legislatura   | Periodo     |
| ------------------------------ | ------------------------------------ | ------------- | ----------- |
|                                |                                      | I             | 1857 - 1861 |
|                                |                                      | II            | 1861 - 1862 |
|                                |                                      | III           | 1862 - 1863 |
|                                |                                      | IV            | 1867 - 1868 |
|                                |                                      | V             | 1869 - 1871 |
|                                |                                      | VI            | 1871 - 1873 |
|                                |                                      | VII           | 1873 - 1875 |
|                                |                                      | VIII          | 1875 - 1878 |
|                                |                                      | IX            | 1878 - 1880 |
|                                |                                      | X             | 1880 - 1882 |
|                                |                                      | XI            | 1882 - 1884 |
|                                |                                      | XII           | 1884 - 1886 |
|                                |                                      | XIII          | 1886 - 1887 |
|                                |                                      | XIV           | 1888 - 1890 |
|                                |                                      | XV            | 1890 - 1892 |
|                                |                                      | XVI           | 1892 - 1894 |
|                                |                                      | XVII          | 1894 - 1896 |
|                                |                                      | XVIII         | 1896 - 1898 |
|                                |                                      | XIX           | 1898 - 1900 |
|                                |                                      | XX            | 1900 - 1902 |
|                                |                                      | XXI           | 1902 - 1904 |
|                                |                                      | XXII          | 1904 - 1906 |
|                                |                                      | XXIII         | 1906 - 1908 |
|                                |                                      | XXIV          | 1908 - 1910 |
|                                |                                      | XXV           | 1910 - 1912 |
|                                |                                      | XXVI          | 1912 - 1914 |
| Gabriel Cervera Riza           |                                      | Constituyente | 1916 - 1917 |
|                                |                                      | XXVII         | 1917 - 1918 |
|                                |                                      | XXVIII        | 1918 - 1920 |
|                                |                                      | XXIX          | 1920 - 1922 |
| Federico Villegas              |                                      | XXX           | 1922 - 1924 |
|                                |                                      | XXXI          | 1924 - 1926 |
|                                |                                      | XXXII         | 1926 - 1928 |
|                                |                                      | XXXIII        | 1928 - 1930 |
|                                |                                      | XXXIV         | 1930 - 1932 |
|                                |                                      | XXXV          | 1932 - 1934 |
|                                |                                      | XXXVI         | 1934 - 1937 |
|                                |                                      | XXXVII        | 1937 - 1940 |
|                                |                                      | XXXVIII       | 1940 - 1943 |
|                                |                                      | XXXIX         | 1943 - 1946 |
|                                |                                      | XL            | 1946 - 1949 |
|                                |                                      | XLI           | 1949 - 1952 |
|                                |                                      | XLII          | 1952 - 1955 |
| Alfonso Sánchez Flores         | Partido Revolucionario Institucional | XLIII         | 1955 - 1958 |
| Baltazar Gudiño Canela         | Partido Revolucionario Institucional | XLIV          | 1958 - 1961 |
| Enrique Bravo Valencia         | Partido Revolucionario Institucional | XLV           | 1961 - 1964 |
| Gabino Vázquez Oceguera        | Partido Revolucionario Institucional | XLVI          | 1964 - 1965 |
| Carlos Grajeda Rodríguez       | Partido Revolucionario Institucional | XLVII         | 1967 - 1970 |
|                                |                                      | XLVIII        | 1970 - 1973 |
| José Luis Escobar Herrera      | Partido Revolucionario Institucional | XLIX          | 1973 - 1976 |
| Jaime Bravo Ramírez            | Partido Revolucionario Institucional | L             | 1976 - 1979 |
| Javier Zepeda Romero           | Partido Revolucionario Institucional | LI            | 1979 - 1982 |
| Guillermo Villa Ávila          | Partido Revolucionario Institucional | LII           | 1982 - 1985 |
| Manuel Bribiesca Castrejón     | Partido Acción Nacional              | LIII          | 1985 - 1988 |
| Alfonso Méndez Ramírez         | Partido RAcción Nacional             | LIV           | 1988 - 1991 |
| Mariano Carreón Girón          | Partido Revolucionario Institucional | LV            | 1991 - 1994 |
| Guillermo Alejandro Gómez Vega | Partido Revolucionario Institucional | LVI           | 1994 - 1997 |
| Santiago Padilla Arriaga       | Partido de la Revolución Democrática | LVII          | 1997 - 2000 |
| Julio Castellanos Ramírez      | Partido Acción Nacional              | LVIII         | 2000        |
| Yadhira Tamayo Herrera         | Partido Acción Nacional              | LVIII         | 2000 - 2002 |
| Julio Castellanos Ramírez      | Partido Acción Nacional              | LVIII         | 2002 - 2003 |
| Reynaldo Valdés Manzo          | Partido de la Revolución Democrática | LIX           | 2003 - 2006 |
| Ramón Ceja Romero              | Partido Acción Nacional              | LX            | 2006 - 2009 |
| Arturo Torres Santos           | Partido Acción Nacional              | LXI           | 2009 - 2012 |
| Carolina Hernández Ortiz       | Partido Revolucionario Institucional | LXII          | 2012 - 2015 |
| Rosa Alicia Álvarez Piñones    | Partido Verde Ecologista de México   | LXIII         | 2015 - 2018 |
| Yolanda Guerrero Barrera       | Movimiento Regeneración Nacional     | LXIV          | 2018 - 2021 |
| Enrique Godínez del Río        | Partido Acción Nacional              | LXV           | 2021 - 2024 |
| Delhi Shember Ramírez          | Movimiento Regeneración Nacional     | LXVI          | 2024 - 2027 |